# Pandinurus exitialis
Espèce
Synonymes
- Scorpio exitialis Pocock, 1888
- Pandinus exitialis (Pocock, 1888)

Pandinurus exitialis est une espèce de scorpions de la famille des Scorpionidae.

## Distribution
Cette espèce vit en Éthiopie, au Soudan du sud et au Kenya.

## Description
Le mâle holotype mesure 125 mm.
Pandinurus exitialis mesure de 85 à 130 mm.

## Systématique et taxinomie
Cette espèce a été décrite sous le protonyme Scorpio exitialis par Pocock en 1888. Elle est placée dans le genre Pandinus par Pocock en 1896 puis dans le genre Pandinurus par Rossi en 2015.

## Publication originale
- Pocock, 1888 : « On the African Specimens of the Genus Scorpio (Linn.) contained in the Collection of the British Museum. » Annals and Magazine of Natural History, sér. 6, vol. 2, p. 245–255 (texte intégral).